# Juan José Jiménez Collar
Juan José Jiménez Collar (Cadis, 29 de juliol de 1957) és un exfutbolista andalús, que ocupava la posició de defensa.

## Trajectòria
Format al planter del Cadis CF, va debutar a primera divisió amb els andalusos a la 81/82, on juga 33 partits. El conjunt gadità perd la categoria, però el defensa fitxa pel Reial Madrid, on és titular a la temporada següent, en la qual fa el seu debut internacional.
Amb el Madrid va de més a menys, i és suplent les dues campanyes posteriors, substituït per Chendo. A la 84/85 disputa tres partits de Lliga i guanya la Copa de la UEFA i la Copa de la Lliga.
L'estiu de 1985 retorna al Cadis CF, amb qui disputa altres sis temporades a la primera divisió, fins a la seua retirada el 1991. En total, va sumar 233 partits i va marcar dos gols a la màxima categoria.

## Selecció espanyola
Juan José va ser internacional en quatre ocasions amb la selecció espanyola.